# Lagrangeov teorem (teorija brojeva)
Lagrangeov teorem je jedan od najvažnijih teorema u teoriji brojeva, a kaže da ako je {\displaystyle p} prost broj i {\displaystyle P(x)} polinom stupnja {\displaystyle n} s cjelobrojnim koeficijentima, koji nisu svi djeljivi s {\displaystyle p}, tada kongruencija {\displaystyle P(x)\equiv 0{\pmod {p}}} ima najviše {\displaystyle n} rješenja modulo {\displaystyle p}. 
Teorem je nazvan prema talijanskom matematičaru i astronomu Lagrangeu.

## Korisna lema
Dokazat ćemo lemu koja će se pokazati korisnom pri dokazivanju Lagrangeovog teorema.
Neka su dakle {\displaystyle a} i {\displaystyle n} prirodni brojevi. Ako je 
{\displaystyle M(a,n)=1}, tada
kongruencija  {\displaystyle ax\equiv b{\pmod {n}}} ima jedinstveno rješenje modulo {\displaystyle n}, tj. ako je {\displaystyle S=\{a_{1},a_{2},...,a_{n}\}} potpuni sustav ostataka modulo {\displaystyle n} tada postoji jedinstveni {\displaystyle a_{i}\in S} takav
da je {\displaystyle x\equiv a_{i}{\pmod {n}}} rješenje polazne kongruencije.
Dokaz. Kako su {\displaystyle a,n} relativno prosti, prema Bézoutovom identitetu slijedi da postoje cijeli brojevi {\displaystyle k,l} za koje vrijedi {\displaystyle ak+nl=1}, odakle je {\displaystyle akb+nkb=b}. Očito, {\displaystyle akb\equiv b{\pmod {n}}} pa je {\displaystyle x=kb} rješenje polazne kongruencije.
Neka su sada {\displaystyle x_{1},x_{2}} dva rješenja polazne kongruencije. Dokažimo da su ova rješenja
međusobno kongruentna modulo {\displaystyle n}.
Naime, kako je {\displaystyle ax_{1}\equiv b{\pmod {n}}} i {\displaystyle ax_{2}\equiv b{\pmod {n}}}, dobivamo {\displaystyle ax_{1}\equiv ax_{2}{\pmod {n}}}.
Lagano slijedi {\displaystyle x_{1}\equiv x_{2}{\pmod {n}}}, što je i trebalo pokazati.

## Dokaz
Dokaz provodimo indukcijom po stupnju polinoma {\displaystyle P(x)}. Ako je stupanj promatranog polinoma jednak 1, tvrdnja teorema vrijedi zbog gore dokazane leme.
Pretpostavimo kako tvrdnja vrijedi za polinome stupnja manjeg od {\displaystyle n} te neka je {\displaystyle P(x)} polinom stupnja {\displaystyle n}.
Najprije, ako kongruencija {\displaystyle P(x)\equiv 0{\pmod {p}}} nema rješenja, tada nemamo što
dokazivati. Nasuprot, pretpostavimo kako je {\displaystyle P(x_{0})\equiv 0{\pmod {p}}}, za neki cijeli broj {\displaystyle x_{0}}
te neka je {\displaystyle P(x)=a_{n}x^{n}+a_{n-1}x^{n-1}+...+a_{1}x+a_{0},} gdje su {\displaystyle a_{0},a_{1},...,a_{n}\in \mathbb {Z} }.
Odatle je {\displaystyle P(x)\equiv P(x)-P(x_{0}){\pmod {p}}}, tj. {\displaystyle P(x)\equiv a_{n}(x^{n}-{x_{0}}^{n})+a_{n-1}(x^{n-1}-{x_{0}}^{n-1})+...+a_{1}(x-x_{0}){\pmod {p}}.}
Kako za {\displaystyle k\in \mathbb {N} } vrijedi {\displaystyle x^{k}-{x_{0}}^{k}=(x-x_{0})(x^{k-1}+x^{k-2}x_{0}+...+x{x_{0}}^{k-2}+{x_{0}}^{k-1}),}
desnu stranu prethodne kongruencije možemo zapisati u obliku {\displaystyle (x-x_{0})Q(x)}, gdje je {\displaystyle Q(x)} polinom stupnja {\displaystyle n-1} s cjelobrojnim koeficijentima. Kako je {\displaystyle p} prost broj, kongruencija {\displaystyle P(x)\equiv 0{\pmod {p}}} pokazuje kako je {\displaystyle x-x_{0}\equiv 0{\pmod {p}}} ili {\displaystyle Q(x)\equiv 0{\pmod {p}}}. 
Prema pretpostavci indukcije, kongruencija {\displaystyle Q(x)\equiv 0{\pmod {p}}} ima najviše {\displaystyle n-1} pa kongruencija {\displaystyle P(x)\equiv 0{\pmod {p}}} ima najviše {\displaystyle n}
rješenja (dakle {\displaystyle x_{0}} i rješenja kongruencije {\displaystyle Q(x)\equiv 0{\pmod {p}}}), što je i trebalo dokazati.